# Johan I av Pfalz-Zweibrücken
Johan I av Pfalz-Zweibrücken, född  8 maj 1550 i Meisenheim, död 12 augusti 1604 i Germersheim, var en tysk furste och pfalzgreve.

## Biografi
Johan I var son till Wolfgang av Pfalz-Zweibrücken och Anna av Hessen samt gift med Magdalena av Jülich.
Han kom tidigt genom stöd för de franska hugenotterna att komma i konflikt med motreformationen och anslöt sig till det antihabsburgska partiet i Tyskland. Omkring 1589 gick han över till den reformera läran.

## Barn (urval)
1. Johan II av Pfalz-Zweibrücken, född 1584, död 1635.
2. Johan Kasimir av Pfalz-Zweibrücken, född 1589, död 1652.